# Chromoplexaura marki
Chromoplexaura marki es la única especie del género de gorgonias marinas Chromoplexaura, perteneciente a la familia Plexauridae, del suborden Holaxonia. 
La especie tipo del género es Euplexaura marki  Kükenthal, 1913, que, tras ser analizada por Williams, G. C. en 2013, se ha revelado como nueva especie en nuevo género, diferenciándose de Euplexaura por la coloración y forma de las colonias y sus escleritas.

## Morfología
La estructura general de las colonias es erecta, en un solo plano, con pocas ramas, de ramificación lateral desde un solo tallo basal. Este tallo principal mide entre 50–120 mm de largo. Con ramas superiores espaciadas, delgadas, alargadas, que tienden a curvarse ligeramente, y que miden entre 10–115 mm de largo por 2.5–4.0 mm de ancho. El axis, o eje, de la colonia está altamente calcificado con escleritas de calcita y se compone también de gorgonina, sustancia específica que generan una parte de las gorgonias, y que aporta flexibilidad a sus esqueletos.
Los pólipos son totalmente retráctiles, y se expanden por protuberancias bajas y redondeadas en toda la superficie del tallo y las ramas. Algunos pólipos están parcialmente exertos, y miden <1.0 mm de ancho.
Las escleritas son de diversa forma según su ubicación en la colonia: las del cenénquima, o tejido común que recubre la colonia, son principalmente husos robustos, radiados, y formas ovoides con tubérculos muy variables, de entre 0.06-0.24 mm de tamaño; y los pólipos cuentan con husos y varillas muy tuberculosos, de 0.04 mm–0.09 mm de tamaño. Invariablemente, las espículas de la corteza axial son de color naranja-rojo, mientras que las de los pólipos son sin coloración.
La coloración del cenénquima, o tejido común de la colonia que reviste el esqueleto, es de naranja-roja a roja vívida. Los pólipos son de color blanco.

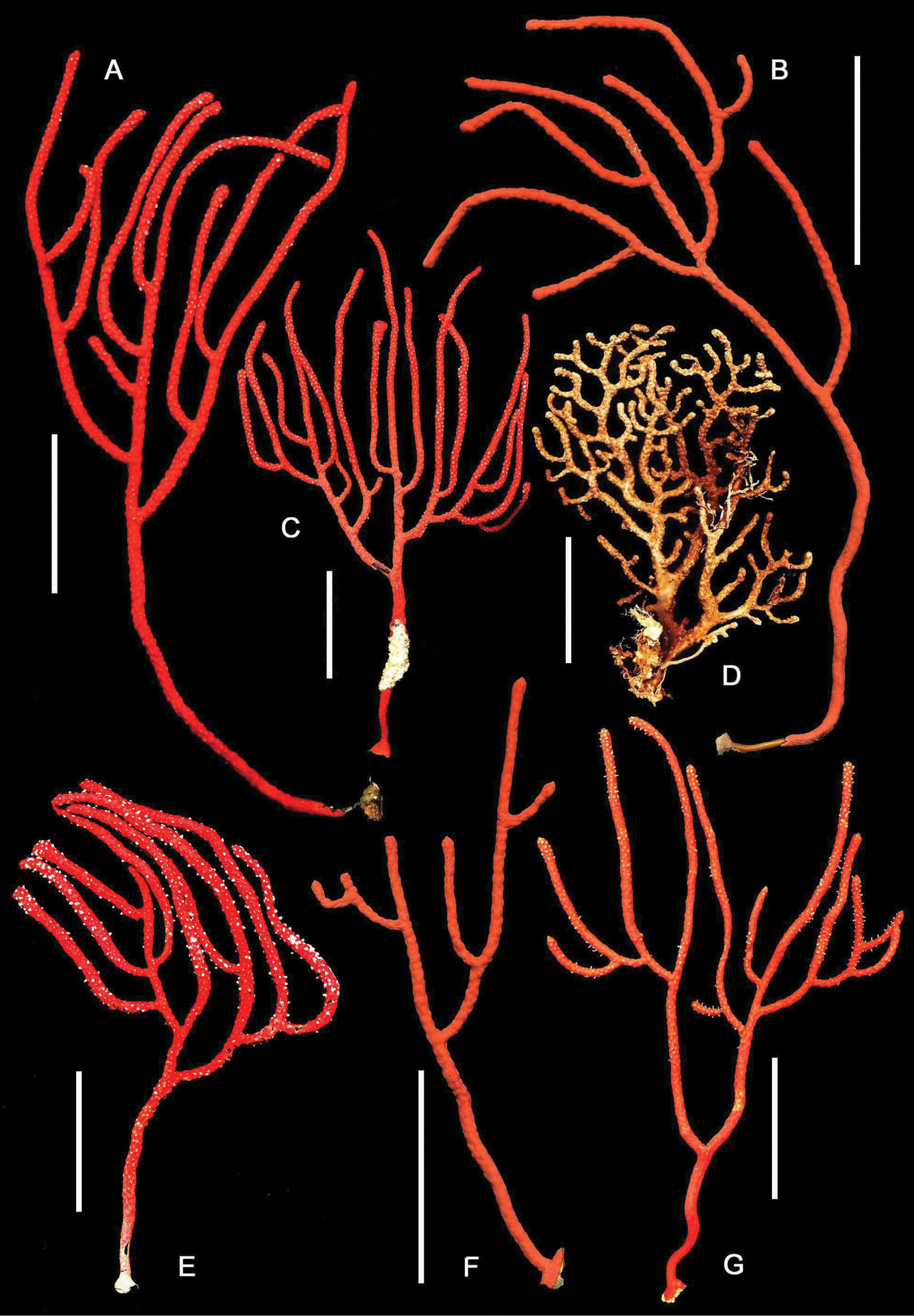
Colonias de C. marki, salvo D: Euplexaura sp
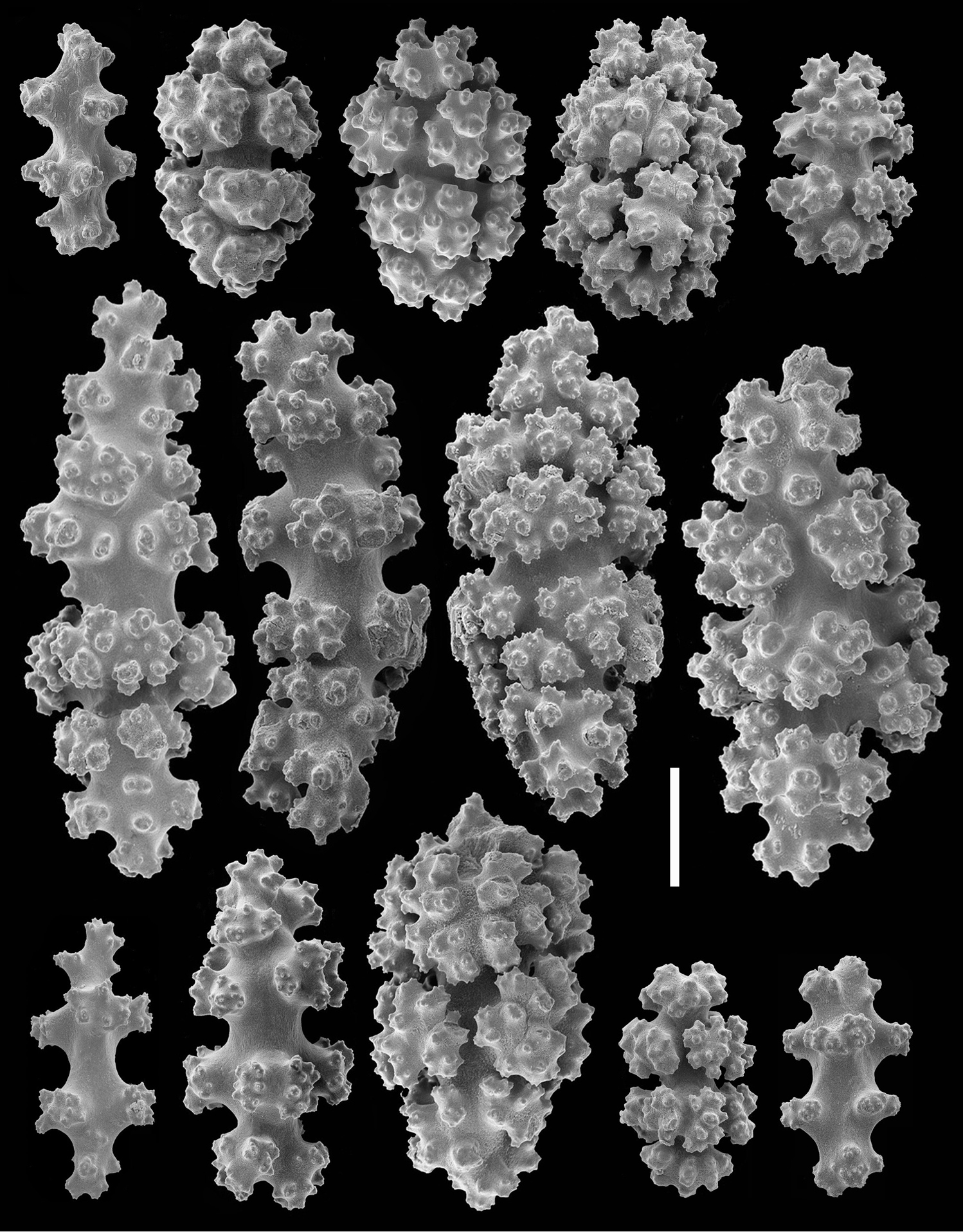
Escleritas del cenénquima de C. marki
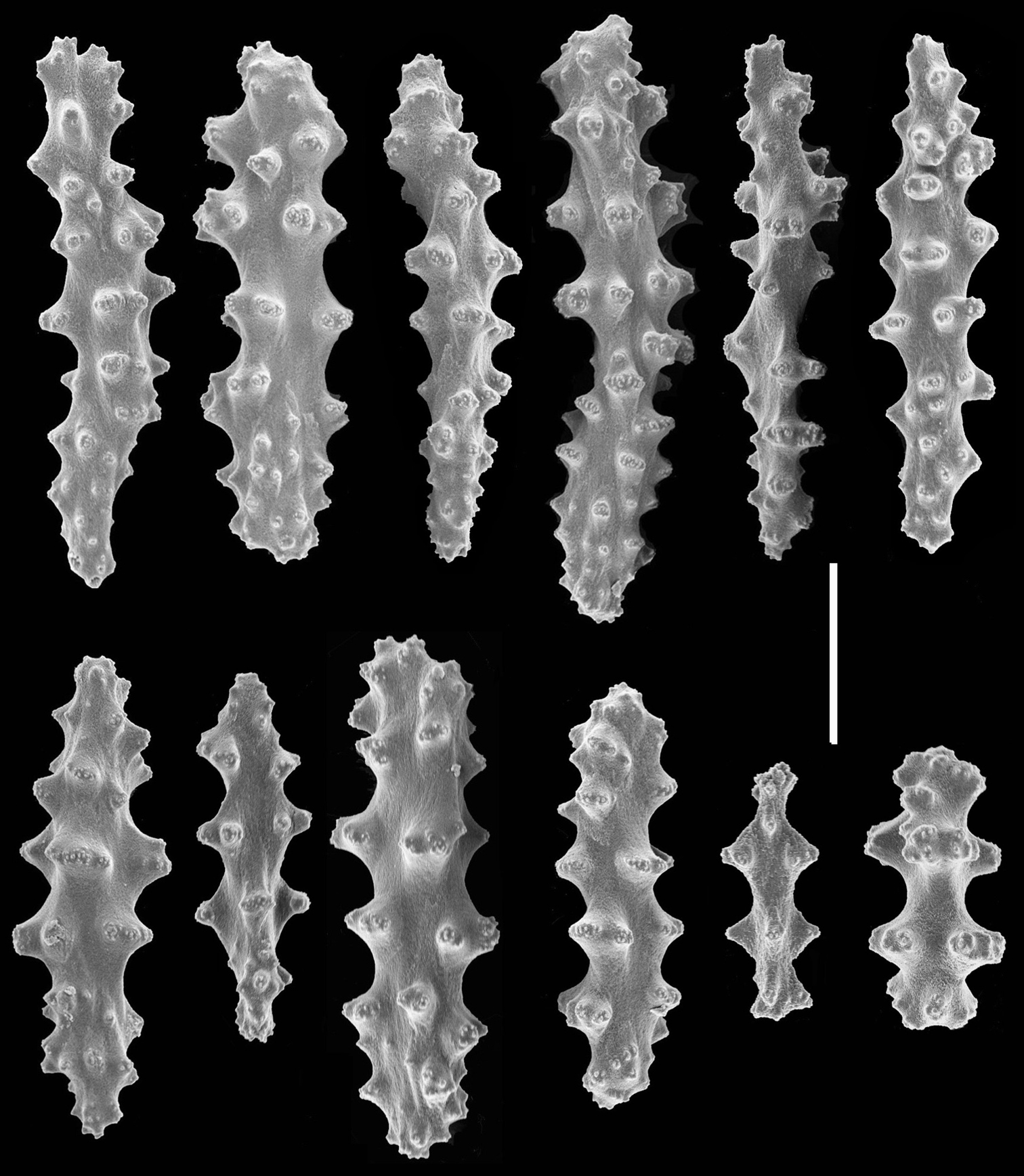
Escleritas de los pólipos de C. marki
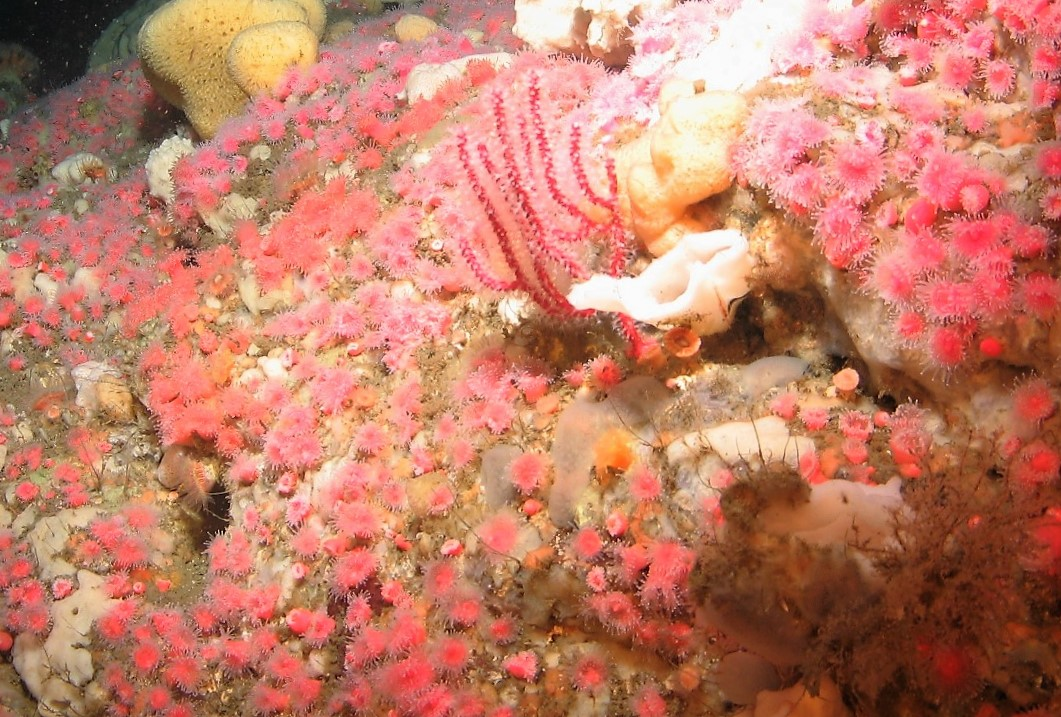
Colonia de C. marki rodeada de anémonas Corynactis californica

## Reproducción
Se reproducen asexualmente mediante fragmentación, y sexualmente, lanzando al exterior sus células sexuales. En este tipo de reproducción, la mayoría de los corales liberan óvulos y espermatozoides al agua, siendo por tanto la fecundación externa. Son especies gonocóricas, con colonias hembra o macho. El desove de gametos masculinos y femeninos se produce coincidiendo con el verano, y la máxima temperatura del agua marina. 
Los huevos, una vez en el exterior y fertilizados, permanecen a la deriva arrastrados por las corrientes, más tarde se forma una larva plánula que, tras deambular por la columna de agua marina, se adhiere al sustrato y comienza su vida sésil, metamorfoseándose a pólipo, replicándose después por gemación, generando un esqueleto, y dando origen así a la colonia coralina.

## Hábitat
Suelen habitar en sustratos rocosos o fondos blandos, con su base enterrada en el sedimento, en suelos arenosos o grietas de rocas. En algunos ejemplares las ramas tienen alargamientos que alojan ejemplares de percebes epizoicos del género Conopea.
Ocurren entre 9 y 90 m de profundidad.

## Distribución geográfica
Se distribuyen en aguas templadas del océano Pacífico este; desde la costa central de Oregón al sur de California.

## Alimentación
Se alimentan de las presas de micro-plancton que capturan con los minúsculos tentáculos de sus pólipos autozoides, y de materia orgánica disuelta en el agua.